# 真夜中の革命
『真夜中の革命』（まよなかのかくめい）は、FLYING KIDSの10枚目のアルバム。1996年11月25日、SPEEDSTAR RECORDSより発売された。

## 概要
前作から1年ぶりに発売。シングル「僕であるために」と同時発売。1990年のアルバム『続いてゆくのかな』以来6年ぶりに週間オリコンアルバムチャートでトップ10入り（トップ10入り作品は、本作『続いてゆくのかな』のみ）。アルバムで3番目の売上を記録。

## 収録曲
（全作詞：浜崎貴司、全作曲・編曲：FLYING KIDS）
1. ハジマリ 〜Ignition〜
インスト曲。
2. 快楽天国
3. ディスカバリー
16枚目のシングル。
サッポロビール「冬物語」CMソング。
同年11月9日に放送された日本テレビ系『THE夜もヒッパレ』では、尾崎紀世彦にカバーされた。
4. 僕であるために
17枚目のシングル。
TBS系アニメ『逮捕しちゃうぞ』第1期（第5話-第25話）オープニングテーマ。
2002年には、NHK教育『天才てれびくんワイド』内のコーナー「MTK」にてカバーされた。
5. 少年の宝物
シングル「真夏のブリザード」のカップリング曲。
6. 真夏のブリザード
15枚目のシングル。
TBS系『王様のブランチ』エンディングテーマ。
7. 新しい自転車
インスト曲。ベストアルバム『BEST OF THE FLYING KIDS これからの君と僕のうた』にも収録された。ベストアルバムに収録されたものは、冒頭の口笛〜カウントの部分がカットされている。
8. ブルー
9. HEY GIRL! 〜君を知りたい〜
10. 溢れる想いがあるかぎり
11. 暖炉
12. 真夜中の革命
ベストアルバム『BEST OF THE FLYING KIDS これからの君と僕のうた』にも収録された。
13. オワラナイ オワリ 〜Daybreak〜
インスト曲。